# Niziny (Basse-Silésie)
Pour les articles homonymes, voir Niziny.
Niziny est une localité polonaise de la gmina d'Oborniki Śląskie, située dans le powiat de Trzebnica en voïvodie de Basse-Silésie.